# Jardell Kanga
Jardell Kanga, född 13 december 2005 är en svensk fotbollsspelare (mittfältare) som spelar för Hammarby IF i Allsvenskan. 

## Klubblagskarriär
Jardell Kanga började som fyraåring spela i moderklubben AFC United. Efter att ha nekats en plats i IF Brommapojkarna spenderade Kanga 1,5 år i Vasalunds IF.

### IF Brommapojkarna
I oktober 2016 flyttade han som tioåring vidare till IF Brommapojkarna. Där utmärkte han sig tidigt som en stor talang och redan som 14-åring spelade han i P19-Allsvenskan och tränade med a-laget. Kort efter sin 15-årsdag skrev Kanga i januari 2021 på sitt första A-lagskontrakt och blev därmed den yngste i klubbens historia att signera ett kontrakt med seniorlaget.
Den 10 april 2021 gjorde Kanga sin tävlingsdebut för IF Brommapojkarna i 0-0-matchen mot Sandvikens IF i Ettan Norra. Han blev då klubbens yngste spelare någonsin. Det följde han en dryg månad senare upp med att bli föreningens yngste målskytt någonsin, när han blott 15 år och 153 dagar gammal blev en av målskyttarna i 5-0-segern mot Hudiksvalls FF den 15 maj 2021. Totalt stod Kanga för fem mål på 22 matcher när IF Brommapojkarna vann Ettan Norra 2021.

### Ungdomsproffs
Efter att tidigare ha provspelat med bland andra Barcelona flyttade Kanga utomlands i januari 2022, då han skrev på ett femårskontrakt med tyska Bayer Leverkusen. En affär som uppgavs kosta 5-6 miljoner kronor. Senare samma år tog Kanga, som en av två svenskar, plats på The Guardians prestigefyllda lista "Next Generation" över världens 60 största talanger. Två år efter flytten till Tyskland, där Kanga uteslutande spelade ungdomsfotboll, lånades han i februari 2024 ut till De Graafschap i nederländska andradivisionen. Tiden i Nederländerna blev dock inte som tänkt och Kanga spelade enbart en match innan han vid säsongens slut återvände till Bayer Leverkusen.

### Hammarby IF
I juli 2024 lämnade Kanga Bayer Leverkusen permanent, då han flyttade hem till Sverige och tecknade ett 4,5 år långt avtal med Hammarby IF. Innan han signerade kontraktet hann Kanga med att nobba rivalerna AIK och Djurgårdens IF.
Den 29 augusti 2024 debuterade Kanga i Hammarby-tröjan i form av ett inhopp i 6-1-segern mot IFK Stocksund i Svenska Cupen. Efter att ha matchats in långsamt och spenderat merparten av hösten i samarbetsklubben Hammarby TFF i Ettan Norra fick Kanga debutera i Allsvenskan i den sista omgången när Hammarby IF förlorade med 0-1 mot nedflyttningsklara Västerås SK den 10 november 2024.

## Landslagskarriär
Jardell Kanga har representerat Sveriges U19- och U17-landslag. Förutom Sverige har han även möjlighet att representera Kongo-Kinshasa.
Landslagsdebuten skedde den 7 augusti 2021 när Sveriges P16-landslag förlorade med 0-1 mot Danmark. Därefter etablerade sig Kanga snabbt i P05-landslaget och startade samtliga sex matcher när Sverige kvalade in till P17-EM 2022. Han togs därefter ut i EM-truppen. Väl där gjorde Kanga fyra mål på tre matcher, när Sverige trots två segrar åkte ut i gruppspelet. Med det slog han det svenska målrekordet i P17-EM och slutade på andraplats i skytteligan.
Året därpå debuterade Kanga i U19-landslaget, då han som underårig fick chansen i den andra kvalrundan till P19-EM 2023. Debuten kom via ett inhopp i 0-1-förlusten mot Portugal den 22 mars 2023. Kanga spelade alla tre matcher när Sverige misslyckades att kvala in till mästerskapet.

## Statistik
| Klubb               | Säsong             | Liga               | Liga    | Liga | Nationell cup | Nationell cup | Internationell cup | Internationell cup | Övrigt  | Övrigt | Totalt  | Totalt |
| Klubb               | Säsong             | Division           | Matcher | Mål  | Matcher       | Mål           | Matcher            | Mål                | Matcher | Mål    | Matcher | Mål    |
| ------------------- | ------------------ | ------------------ | ------- | ---- | ------------- | ------------- | ------------------ | ------------------ | ------- | ------ | ------- | ------ |
| IF Brommapojkarna   | 2021               | Ettan Norra        | 22      | 5    | 2             | 0             | -                  | -                  | -       | -      | 24      | 5      |
| Bayer Leverkusen    | 2021/2022          | Fußball-Bundesliga | 0       | 0    | 0             | 0             | 0                  | 0                  | -       | -      | 0       | 0      |
| Bayer Leverkusen    | 2022/2023          | Fußball-Bundesliga | 0       | 0    | 0             | 0             | 0                  | 0                  | -       | -      | 0       | 0      |
| Bayer Leverkusen    | 2023/2024          | Fußball-Bundesliga | 0       | 0    | 0             | 0             | 0                  | 0                  | -       | -      | 0       | 0      |
| De Graafschap (lån) | 2023/2024          | Eerste Divisie     | 1       | 0    | 0             | 0             | -                  | -                  | 0       | 0      | 1       | 0      |
| Hammarby IF         | 2024               | Allsvenskan        | 1       | 0    | 1             | 0             | -                  | -                  | -       | -      | 2       | 0      |
| Hammarby TFF (lån)  | 2024               | Ettan Norra        | 10      | 2    | 0             | 0             | -                  | -                  | -       | -      | 10      | 2      |
| Totalt i karriären  | Totalt i karriären | Totalt i karriären | 34      | 7    | 3             | 0             | 0                  | 0                  | 0       | 0      | 37      | 7      |

## Personligt
Jardell Kanga är uppvuxen i Stockholmsförorterna Akalla och Hjulsta. Han har påbrå från Kongo-Kinshasa.
Hans kusin Joe Mendes är också professionell fotbollsspelare. Kanga började spela fotboll när han följde med kusinen till hans träningar i AFC United.

## Meriter

### IF Brommapojkarna
- Ettan Norra (1): 2021